# Ferdinand Jann
Ferdinand Jann (* 20. Oktober 1812 in Stans; † 20. März 1874 ebenda) war ein Schweizer Politiker und Arzt. Von 1851 bis 1855 gehörte er dem Ständerat an.

## Biografie
Der Sohn des Landmajors Josef Maria Jann und der Gertrud Durrer besuchte die Primarschule in seinem Heimatort Stans und war an den Gymnasien in Stans und Freiburg (mit Schwerpunkt Literatur und Philosophie). Er studierte anschliessend Medizin in Leipzig, Wien und Prag und promovierte 1838 in Wien. Danach kehrte er in die Heimat zurück und eröffnete eine Arztpraxis.
Ferdinand Jann war Artillerie-Hauptmann 1846 und 1847 Kommandant einer Abteilung freiwilliger Artilleristen im Sonderbundskrieg. Da er auf der Verliererseite im Sonderbundskrieg stand und weiterhin misstrauisch gegenüber dem neuen Bundesstaat war, endete seine Militärkarriere 1847. Er wandte sich der Politik zu. Auf lokaler Ebene war Ferdinand Jann Armenrat, Schulrat, Kirchenrat und 1858–1859 Kirchmeier in Stans.
Im Gegensatz zu seinem Bruder Karl Jann war er kein Mitglied des Verfassungsrats. Über seinen Bruder und andere gleichdenkende Mitglieder des Verfassungsrats hatte er trotzdem grossen Einfluss auf die neue Verfassung. Zwischen 1850 und 1866 war Ferdinand Jann Gerichtssäckelmeister und ab 1859 Vizepräsident des Nidwaldner Kantonsgerichts. Als Nachfolger von Josef Maria Bünter war er vom 7. Juli 1851 bis zum 1. Juli 1855 Ständerat des Kantons Nidwalden. Sein Nachfolger in diesem Amt war sein Bruder Karl Jann.
Nach 1855 betätigte sich Ferdinand Jann nur noch in der lokalen und kantonalen Politik. Er war Kantonsschulrat, in der Gesellschaft des Kantonsspitals mehrere Jahre Mitglied der Direktion, und ebenso gehörte er der Ersparniskassagesellschaft und dem historischen Verein von Nidwalden an.
Im Privatleben heiratete Jann im Jahr 1848 Anna Odermatt. Der Nidwaldner Regierungsrat und Apotheker Alfred Jann war eines ihrer Kinder.